# کوپینینتسه
کوپینینتسه (به صربی: Kupinince) یک منطقهٔ مسکونی در صربستان است که در ناحیه پچینیا واقع شده‌است. کوپینینتسه ۱۳۴ نفر جمعیت دارد.